# Richard Hite
Richard Hite, född 16 maj 1951, död 17 september 2001, var en amerikansk blues- och rockmusiker. Han ingick från 1972 till 1979 som basist i den äldre brodern Bob Hites grupp Canned Heat. Efter sitt avhopp bosatte han sig i Memphis, där han gjorde sig känd som en framstående kännare av bluesmusik. Då och då utgav han egna inspelningar, till exempel Weekend in Memphis (2000), där bland andra Jim McCarty från The Yardbirds medverkade.